# Choe Byeong-kwang
Choe Byeong-kwang (koreanisch 최병광, * 7. April 1991 in Seoul) ist ein südkoreanischer Geher.

## Sportliche Laufbahn
Choe Byeong-kwang tritt seit 2008 in Wettkämpfen im Gehen an. 2010 sammelte er erste internationale Erfahrungen, als er bei Wettkämpfen in Japan und Europa an den Start ging. Im Juli trat er bei den U20-Weltmeisterschaften im kanadischen Moncton an und belegte dabei mit Bestzeit von 42:34,28 min auf der 10-km-Distanz den zwölften Platz. 2012 stellte er im März mit 1:23:45 h eine neue Bestzeit über 20 km und belegte anschließend im Juli bei der ersten Teilnahme an den Südkoreanischen Meisterschaften den sechsten Platz. Erneut verbesserte er sich im März 2013, diesmal bis auf eine Zeit von 1:21:52 h. Im Juni wurde er Südkoreanischer Vizemeister. Anschließend trat er zunächst im Juli zur Universiade in Kasan an, bei der er während des Wettkampfes disqualifiziert wurde und anschließend im August, ebenfalls in Russland, erstmals bei den Weltmeisterschaften. Bei seinem WM-Debüt erreichte er auf dem 38. Platz das Ziel. 2014 nahm Choe im September in der Heimat zum ersten Mal an den Asienspielen teil, wurde im Wettkampf über 20 km allerdings disqualifiziert.
2015 trat Choe, ebenfalls in der Heimat, zum zweiten Mal zur Universiade an und belegte dabei den 16. Platz. Im August trat er anschließend in Peking zum zweiten Mal bei den Weltmeisterschaften an, kam allerdings nicht über den 45. Platz hinaus. 2016 wurde er zum zweiten Mal Südkoreanischer Vizemeister. Im August trat er bei den Olympischen Sommerspielen in Rio de Janeiro an und erreichte im 20-km-Wettbewerb den 57. Platz. 2017 gewann er erneut die Silbermedaille bei den nationalen Meisterschaften. Im August trat er zunächst bei den Weltmeisterschaften in London an, bei denen er den 31. Platz belegte. Rund zwei Wochen später nahm er, ebenfalls zum dritten Mal, bei der Universiade teil und erreichte in Taipeh als Achter das Ziel. 2018 trat Choe im August in Jakarta zum zweiten Mal bei den Asienspielen an und belegte diesmal den siebten Platz.
2019 stellte Choe im März in Nomi eine neue Bestleistung von 1:20:40 h auf. Damit erfüllte vorzeitig die Qualifikationsnorm für die Olympischen Sommerspiele in Tokio. Anfang Oktober trat er in Doha zum vierten Mal bei Weltmeisterschaften an und erzielte mit dem 21. Platz sein bestes WM-Ergebnis. 2020 siegte er zum ersten Mal bei den Südkoreanischen Meisterschaften. Im August 2021 trat er schließlich zum zweiten Mal bei den Olympischen Spielen an und steigerte sich, im Vergleich zu seinem ersten Auftritt bei den Spielen 2016, auf den 37. Platz. Ein Jahr später startete er in den USA zu seinen insgesamt fünften Weltmeisterschaften, kam allerdings nicht über Platz 34 hinaus.

## Wichtige Wettbewerbe
| Jahr                 | Veranstaltung           | Ort                  | Platz                | Disziplin            | Weite                |
| Startet für Südkorea | Startet für Südkorea    | Startet für Südkorea | Startet für Südkorea | Startet für Südkorea | Startet für Südkorea |
| -------------------- | ----------------------- | -------------------- | -------------------- | -------------------- | -------------------- |
| 2010                 | U20-Weltmeisterschaften | Moncton              | 12.                  | 10.000 m Bahngehen   | 42:34,28 min         |
| 2013                 | Universiade             | Kasan                |                      | 20 km Gehen          | DSQ                  |
| 2013                 | Weltmeisterschaften     | Moskau               | 38.                  | 20 km Gehen          | 1:28:26 h            |
| 2014                 | Asienspiele             | Incheon              |                      | 20 km Gehen          | DSQ                  |
| 2015                 | Universiade             | Gwangju              | 16.                  | 20 km Gehen          | 1:28:38 h            |
| 2015                 | Weltmeisterschaften     | Peking               | 45.                  | 20 km Gehen          | 1:28:01 h            |
| 2016                 | Olympische Sommerspiele | Rio de Janeiro       | 57.                  | 20 km Gehen          | 1:29:08 h            |
| 2017                 | Weltmeisterschaften     | London               | 31.                  | 20 km Gehen          | 1:22:54 h            |
| 2017                 | Universiade             | Taipeh               | 8.                   | 20 km Gehen          | 1:33:08 h            |
| 2018                 | Asienspiele             | Jakarta              | 7.                   | 20 km Gehen          | 1:29:49              |
| 2019                 | Weltmeisterschaften     | Doha                 | 21.                  | 20 km Gehen          | 1:33:10 h            |
| 2021                 | Olympische Spiele       | Tokio                | 37.                  | 20 km Gehen          | 1:28:12 h            |
| 2022                 | Weltmeisterschaften     | Eugene               | 34.                  | 20 km Gehen          | 1:28:56 h            |

## Persönliche Bestleistungen
Freiluft
- 10.000-m-Bahngehen: 39:05,05 min, 30. März 2022, Yeosu
- 20-km-Gehen: 1:20:29 h, 19. April 2023, Daegu